# ジョー・アレキサンダー
ジョー・アレキサンダー（Joe Alexander、1929年 - 1970年10月）は、ジャズのテナー・サクソフォーン奏者。アメリカ合衆国アラバマ州出身。
1960年にアメリカニューヨーク市で、自身の代表作となるリーダー・アルバム『ブルー・ジュービリー』（ジャズランド・レコード）をオリン・キープニュースのプロデュースで録音した。また、後にFresh Soundレーベルからも再発されている。本アルバムでボビー・ティモンズ、サム・ジョーンズ、アルバート・ヒース、ジョン・ハントと共演した。

## ディスコグラフィ

### スタジオ・アルバム
- 『ブルー・ジュービリー』 - Blue Jubilee (1960年、Jazzland)

### 参加アルバム
- タッド・ダメロン : 『フォンテーヌブロー』 - Fontainebleau (1956年)
- ギル・エヴァンス & タッド・ダメロン : The Arrangers' Touch (1975年) ※D面のみ。1956年録音